# Stefanie Biller
Stefanie Biller (Augsburgo, 30 de octubre de 1985) es un deportista alemana que compitió en natación, en la modalidad de aguas abiertas.
Ganó dos medallas en el Campeonato Europeo de Natación, plata en 2004 y bronce en 2006.

## Palmarés internacional
| Campeonato Europeo | Campeonato Europeo | Campeonato Europeo | Campeonato Europeo |
| Año                | Lugar              | Medalla            | Prueba             |
| ------------------ | ------------------ | ------------------ | ------------------ |
| 2004               | Madrid (España)    | Medalla de plata   | 5 km               |
| 2006               | Budapest (Hungría) | Medalla de bronce  | 25 km              |